# Schloss Humenné
Das Schloss Humenné (deutsch auch Schloss Homenau genannt, slowakisch Humenský zámok) ist ein Schloss in der ostslowakischen Stadt Humenné (deutsch Homenau). Es befindet sich im Stadtzentrum nördlich des Hauptplatzes (genannt Námestie slobody, deutsch Freiheitsplatz) in einer Parkanlage.

## Geschichte
Als Vorgänger des heutigen Schlosses gilt eine mittelalterliche Wasserburg, die 1317 zusammen mit den nahe gelegenen Burgen Brekov und Jasenov zum Besitz des vom ungarischen König Karl Robert von Anjou eingeladenen Geschlechts Drugeth wurde. Ein gotisches Kastell wurde 1449 im Zusammenhang mit einem Brand nach der Besetzung durch hussitische Söldner (sog. Brüderbewegung) erwähnt.
Zu einem größeren Umbau kam es erst 1610, als die gotische Festung in ein vierflügeliges Renaissance-Schloss mit einem großen quadratischen Innenhof, vier Ecktürmen und einem zusätzlichen Turm am ursprünglich gotischen Eingangsportal umgebaut wurde. Nach einem weiteren Brand im Jahr 1684 wurde das Schloss wiederaufgebaut. Nach dem Aussterben von Drugeths im selben Jahr war das Schloss Besitz von Familien wie Keglevich, Althan, Zichy und Csáky. Gegen Mitte des 18. Jahrhunderts wurde hauptsächlich das Innere wesentlich neu gestaltet. Dazu gehörte unter anderem die Sala terrena, illusionistische Deckengemälde, spätbarocke figurale Szenen sowie prachtvolle Ausstattung von Räumen wie das Münzkabinett, Maria-Theresia-Salon, Saal der ungarischen Könige, Chinesischer Salon usw. Dazu wurden die Arkaden im inneren Hof zugemauert, ein großer Balkon im südlichen Flügel gebaut und Attiken.
Durch Heirat von Etelka Szapáry mit dem Grafen Károly Andrássy im Jahr 1812 kam auch dieses Schloss in den Besitz der Andrássys, die ebenso wie die Drugeths eng mit deren Geschichte verbunden sind. Im späten 19. Jahrhundert wurde das Äußere nach dem Vorbild französischer Schlösser im pseudobarocken Stil neu gestaltet und in der unmittelbaren Umgebung ein französischer und englischer Park angelegt.
Kurz vor dem Ende des Zweiten Weltkriegs wurde das Schloss beschädigt und 1946 brannte es nach einem Brand des Schindeldachs aus, sodass nur Reste der ursprünglichen Einrichtung erhalten geblieben sind. Zeitgleich mit dem Kriegsende wurden die Andrássys enteignet. Das ausgebrannte Dach wurde zwar provisorisch saniert, der eigentliche Wiederaufbau begann aber erst 1964 und zog sich bis 1971 hin. Das sanierte Schloss wurde 1972 wieder eröffnet. Zu einer weiteren Erneuerung kam es 2015–16, dabei wurde neben anderen Maßnahmen das Kupferdach durch ein Aluminiumdach ersetzt.

## Heutiger Zustand
Der Hauptnutzer des Schlosses ist das Vihorlatské múzeum, ein Regionalmuseum mit kunsthistorischen und naturkundlichen Ausstellungen der Landschaft Horný Zemplín. Unmittelbar nördlich des Schlossparks steht das als Ausstellung der Volksarchitektur und Wohnkultur (slowakisch Expozícia ľudovej architektúry a bývania) bezeichnete Freilichtmuseum, dort steht unter anderem die Holzkirche Erzengel Michael aus dem Jahr 1764 aus Nová Sedlica.